# Pachyolpium crassichelatum
Pachyolpium crassichelatum är en spindeldjursart som först beskrevs av Luigi Balzan 1887.  Pachyolpium crassichelatum ingår i släktet Pachyolpium och familjen Olpiidae. Inga underarter finns listade i Catalogue of Life.